# Francisco Venegas (pintor)

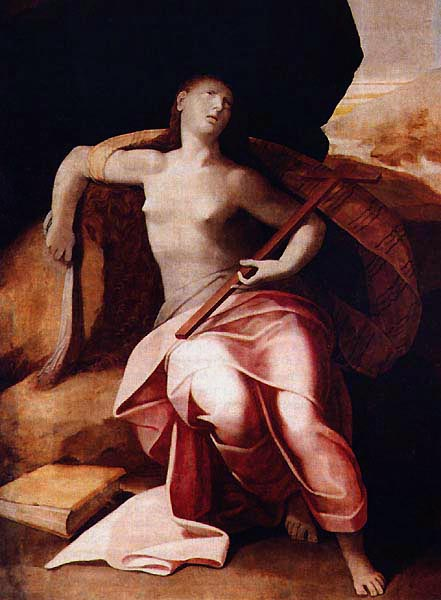
Santa María Magdalena, Lisboa, Iglesia de Graça.

Francisco Venegas (Sevilla, c., 1525-Lisboa, c., 1594) fue un  pintor castellano activo en Portugal, nombrado en 1583 pintor del rey Felipe II, I de Portugal.

## Biografía
Discípulo, según Francisco Pacheco, de Luis de Vargas, comenzó trabajando como orfebre. Pudo completar su formación en Roma, donde habría recibido la influencia de Bartholomeus Spranger y Domenico Beccafumi, entre otros, aunque la estancia italiana del pintor no se ha podido confirmar documentalmente. En 1578 se encontraba ya en Lisboa donde se supone pudo morir en 1594, pues en esa fecha el extremeño Fernando o Fernão Gomes recibió el nombramiento de pintor del rey.
Con Diogo Teixeira y Domingos da Costa se ocupó en 1582 de la pintura mural al temple de la iglesia del Hospital de Todos-os-Santos, destruidas en el incendio que arrasó la nave en 1601. A partir de 1584, tras la convocatoria de un concurso público entre los pintores «de mellhor nome que tinha Lisboa», trabajó en la pintura a base de medallones con perspectivas y arquitecturas fingidas, tarjas y grutescos del techo de madera de la iglesia jesuítica de San Roque. En torno a 1590 proyectó el retablo mayor de la iglesia del nuevo monasterio de San Vicente de Fora, no ejecutado al retrasarse las obras, y de nuevo con Diogo Teixeira se encargó de la pintura del retablo de la iglesia de Nossa Senhora da Luz en Carnide (Lisboa), conservado en su lugar. El carácter serliano de su arquitectura permite atribuir a Venegas también sus trazas, en las que se aprecia el dibujo del orfebre. De las ocho pinturas que lo componen, son de Venegas la tabla central de la Aparición de Nuestra Señora de la Luz, el medallón de la Coronación de la Virgen, en el cuerpo superior, y la Presentación de la Virgen en el Templo con la Anunciación, firmada, en el cuerpo bajo, habiéndose advertido en todas ellas la influencia de Beccafumi y el Parmigianino.
Un dibujo a tinta sepia del Juicio Final dedicado al cardenal Enrique (Lisboa, Museu Nacional de Arte Antiga y copia al óleo, Minneapolis Art Museum) copia fielmente en su parte inferior el Juicio de Miguel Ángel en el testero de la Capilla Sixtina, adaptado a las exigencias contrarreformistas, aunque el punto de partida podría ser alguna de las estampa grabadas a partir del original. El museo lisboeta conserva también un poco común dibujo de carácter erótico y gusto manierista, diversamente interpretado como un mancebo que azota a una ninfa con un pez o Amor virtuoso castigando al Amor lujurioso, y un óleo de la Santísima Trinidad, tratado con temprano claroscuro. Erotismo y tensión corporal caracterizan también la Santa María Magdalena de la iglesia de Graça, obra importante en la carrera del pintor en la que se equilibran rigor contrarreformista y sensualidad manierista.